# ROHHAD

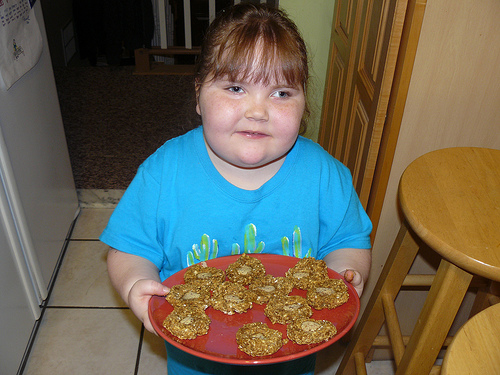

La ROHHAD, o sindrome ROHHAD, acronimo inglese per Rapid-onset Obesity with Hypothalamic dysfunction, Hypoventilation and Autonomic Dysregulation, in italiano sindrome da obesità a esordio rapido-disfunzione ipotalamica-ipoventilazione-disregolazione autonomica, è una malattia molto rara con solo 75 casi riconosciuti in tutto il mondo.
I pazienti con ROHHAD, così come i pazienti con sindrome da ipoventilazione centrale congenita (CCHS), accusano danni al meccanismo che regola la corretta respirazione, ma al contrario di loro i pazienti con la ROHHAD non presentano mutazioni nel gene PHOXB2.
Le cause della ROHHAD sono ancora sconosciute ma nella maggior parte dei casi ci sono mutazioni di almeno uno dei seguenti geni: HTR1A, OTP, PACAP.
I principali sintomi della ROHHAD sono:
- obesità a insorgenza rapida,
- ipoventilazione alveolare,
- apnea ostruttiva da sonno,
- riduzione dei livelli di ormoni della crescita,
- alterata percezione del dolore,
- alterata sudorazione,
- incapacitá di sentire la sete oppure diabete insipido,
- strabismo,
- iperfagia,
- ipersodiemia,
- iperprolattineamia.

Non esiste né cura né terapia per la sindrome ROHHAD.